# Ochropleura cirphisioides
Ochropleura cirphisioides là một loài bướm đêm trong họ Noctuidae.